# الرجیب
الرجیب یک منطقهٔ مسکونی در اردن است که در استان عمان واقع شده‌است.